# الغييل (سيئون)

'

تعديل مصدري - تعديل

الغييل هي إحدى قرى عزلة سيئون بمديرية سيئون التابعة لمحافظة حضرموت، بلغ تعداد سكانها 188 نسمة حسب تعداد اليمن لعام 2004.